# ألينا فاشكوفا
ألينا فاشكوفا (بالتشيكية: Alena Vašková)‏ مواليد 8 نوفمبر 1975 في تشيكوسلوفاكيا، هي لاعبة كرة مضرب تشيكية سابقة بدأت مسيرتها كمحترفة سنة 1992، اعتزلت اللعب في 2005. أعلى تصنيف لها في الفردي كان 115. أعلى تصنيف لها في الزوجي كان 135.

## روابط خارجية
- ألينا فاشكوفا على موقع رابطة محترفات التنس (الإنجليزية)
- ألينا فاشكوفا على موقع الاتحاد الدولي لكرة المضرب (الإنجليزية)
- ألينا فاشكوفا على موقع كأس بيلي جين كينغ (الإنجليزية)
- ألينا فاشكوفا على موقع خلاصة التنس.كوم (الإنجليزية)